# Ḩoseyn Kūh
Ḩoseyn Kūh (persiska: حسین کوه) är en ort i Iran.   Den ligger i provinsen Gilan, i den nordvästra delen av landet, 250 km nordväst om huvudstaden Teheran. Ḩoseyn Kūh ligger 103 meter över havet och antalet invånare är 631.
Terrängen runt Ḩoseyn Kūh är kuperad åt sydväst, men åt nordost är den platt. Runt Ḩoseyn Kūh är det ganska tätbefolkat, med 124 invånare per kvadratkilometer. Närmaste större samhälle är Fūman, 8,0 km nordost om Ḩoseyn Kūh. I omgivningarna runt Ḩoseyn Kūh växer i huvudsak blandskog.